# Platja de la Descàrrega
La platja de la Descàrrega és una platja urbana de la costa del Maresme, situada davant de la població de Premià de Mar (Maresme). Està delimitada per dos petits espigons: el de llevant la separa de la platja del Pla de l'Os, i el de ponent de la platja de Ponent. Està flanquejada per la via del tren i la carretera N-2. Té una longitud de 422 metres i una amplada mitjana de 1 metres, formada per sorra mitjana i gruixuda. Té una amplària molt variable, condicionada pels temporals que en ocasions amb prou feines deixen uns pocs metres de sorra. Disposa de dutxes i alguns bars de platja que serveixen refrescs i alguna cosa per menjar, a més d'un punt de la Creu Roja. S'hi accedeix a peu través d'un pas subterrani.
L'Agència Catalana de l'Aigua efectua un control quinzenal de la qualitat de l'aigua, durant la temporada de bany, amb el resultat de bona.